# ホワイトサンズ
ホワイトサンズ（英: White Sands）は、アメリカ合衆国ニューメキシコ州ドニャアナ郡の国勢調査指定地域 (CDP) である。人口は1,323人（2000年）である。

## 地理
ホワイトサンズは、北緯32度23分3秒 西経106度29分52秒 / 北緯32.38417度 西経106.49778度 (32.384064、-106.497698)に位置する。標高1,292 m（4,239 ft）。ホワイトサンズ・ミサイル実験場の敷地内南部にある実験場の関係者の居住地域である。
アメリカ国勢調査局によると、ホワイトサンズCDPの総面積は8.0 km2（3.1 mi2）であり、すべて陸地である。なお、CDPの名前の由来にもなっている白い砂漠は、712 km2（275 mi2）の面積を持つ。これは、日本の東京23区（621 km2）よりも更に広い。

### 主な高速道路
- アメリカ国道 70号線
- アメリカ国道 82号線

### 近隣の都市
- ニューメキシコ州アラモゴード（北東）
- ニューメキシコ州ラスクルーセス（西）
- テキサス州エルパソ（南）

## 人口統計
| 国勢調査年 | 人口(人) |
| ---------- | -------- |
| 2000年     | 1,323    |
| 1990年     | 2,616    |
| 1980年     | 3,120    |
| 1970年     | 4,167    |

2000年国勢調査によれば、ホワイトサンズCDPには1,323人、432世帯、355家族が暮らしている。人口密度は、165.8人/km2（429.2人/mi2）である。667戸の住宅が平均密度83.6戸/km2（216.4戸/mi2）で建っている。人種構成は、白人71.43 %、アフリカ系アメリカ人11.56 %、ネイティブ・アメリカン0.98 %、アジア系3.70 %、太平洋諸島系0.08 %、その他の人種6.27 %、混血5.97 %である。人口の17.61 %は、ヒスパニックまたはラテン系でもある。
432世帯のうち、56.0 %が18歳未満の子供たちと同居しており、72.0 %は同居夫婦である。6.9 %は夫のいない女性が世帯主であり、17.8 %は非家族である。すべての世帯の16.4 %は単身世帯であるが、65歳以上の単身世帯はない。1世帯あたりの人数は3.06人、1家族あたりの人数は3.45人である。
CDPの年齢構成は、18歳未満が37.3 %、18歳から24歳が9.4 %、25歳から44歳が39.7 %、45歳から64歳が13.0 %、65歳以上が0.5 %である。平均年齢は、27歳である。女性100人あたり105.4人の男性がおり、18歳以上では、女性100人あたり103.7人の男性がいる。
CDPの1世帯あたりの平均所得は43,500ドルであり、1家族あたりの平均所得は47,750ドルである。男性の平均所得は40,402ドルであり、女性の平均所得は21,250ドルである。CDPに住む国民1人あたりの平均所得は16,186ドルである。およそ1.5 %の家族と2.6 %の住民は、貧困線以下である。18歳未満の3.8 %は貧困線以下の生活を送っているが、65歳以上では貧困線以下の生活を送っている者はいない。

## 白い砂漠

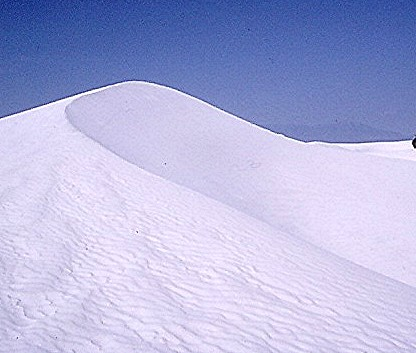
ホワイトサンズの白い砂漠

CDPの名前の由来にもなっている白い砂漠は、ニューメキシコ州トゥラロサ盆地の焼けるような太陽の下に横たわり、その白い砂は新雪のように輝いている。大部分の砂漠の砂と異なり、ここの砂は石英ではなく、柔らかく白亜質の石膏又は硫酸カルシウムから成る。また、石英を主成分とする砂と異なり、表面の水分を素早く蒸発させ、砂が太陽光を吸収せずに反射するため、触っても熱くないという特徴がある。地表に現れた石膏の堆積物では世界最大のものである。
石膏は地球で見つかる最も一般的な無機化合物の1つであるが、水に溶けやすいため地表ではめったに見られない。この珍しい砂漠の起源はおよそ1億年前にさかのぼり、そのときは浅い海に覆われていた。その海が徐々に退いたため、塩湖が取り残され、その湖も最終的に太陽の熱で蒸発した。蒸発した後に残った古代の海底の厚い堆積物の中には、塩に加え、大量の石膏も残された。
トゥラロサ盆地はサクラメント山脈とサン・アンドレス山脈の間にあり、約6,500万年前に形になり始めた。地殻の巨大な隆起は大地と石膏の堆積物を押し割り、空へと押し上げた。
山脈から来る定期的な雨水と雪解け水は石膏が浸出する原因になり、濃厚な溶液が山腹を洗い流した。石膏の溶液は、トゥラロサ盆地で最も低い部分であるルセロ湖にたまった。湖の水は蒸発によらない限り他へ逃げる方法がないため、水分が蒸発した後に結晶化した石膏または透明石膏の薄い層を残した。その後の風化がこれらの結晶を純粋な砂粒にし、南西の風は盆地のより遠くに砂粒を運び、砂はしばしば15 m（50 ft）ほどの急な砂丘に堆積する。風はさらに多くの砂丘を作り出すと同時に、砂丘そのものを1年に最高 9 m（30 ft）ほど移動させている。砂丘のこの定常的な移動は周囲の自然にアルカリ性の性格を加え、雨量が少ないことも加えて植物がここで成長することを困難にしている。